# ASVEL Lyon-Villeurbanne
L'ASVEL Lyon-Villeurbanne è una squadra francese di pallacanestro, con sede a Villeurbanne, in Francia. Fondata nel 1948, gioca nel campionato francese.
Disputa le partite interne di Euroleague nella LDLC Arena, che ha una capacità di 12000 spettatori. Mentre le partite interne del campionato nazionale Pro A le continuerà a disputare nell'Astroballe, che ha una capacità di 5560 spettatori.
La sigla ASVEL sta per Association Sportive de Villeurbanne et Éveil Lyonnais.

## Roster 2024-2025
Aggiornato al 18 settembre 2024.
| LDLC ASVEL 2024-2025 | LDLC ASVEL 2024-2025 |
| Giocatori            | Staff tecnico        |
| -------------------- | -------------------- |

| N. | Naz.                                         | Ruolo | Nome               | Anno | Alt.   | Peso   |  |
| -- | -------------------------------------------- | ----- | ------------------ | ---- | ------ | ------ |  |
| 1  | Stati Uniti (bandiera)                       | PG    | Shaquille Harrison | 1993 | 193 cm | 87 kg  |  |
| 3  | Stati Uniti (bandiera) · Camerun (bandiera)  | P     | Paris Lee          | 1995 | 183 cm | 84 kg  |  |
| 5  | RD del Congo (bandiera) · Francia (bandiera) | A     | Charles Kahudi (C) | 1986 | 199 cm | 100 kg |  |
| 6  | Francia (bandiera)                           | P     | Théo Maledon       | 2001 | 193 cm | 79 kg  |  |
| 7  | Francia (bandiera)                           | C     | Joffrey Lauvergne  | 1991 | 210 cm | 118 kg |  |
| 8  | Francia (bandiera)                           | AP    | Melvin Ajinça      | 1995 | 202 cm | 97 kg  |  |
| 11 | Francia (bandiera)                           | G     | Edwin Jackson      | 1989 | 190 cm | 91 kg  |  |
| 12 | Francia (bandiera)                           | P     | Nando de Colo      | 1987 | 196 cm | 91 kg  |  |
| 13 | Francia (bandiera)                           | C     | Neal Sako          | 1998 | 211 cm | 102 kg |  |
| 21 | Stati Uniti (bandiera)                       | AG    | André Roberson     | 1991 | 201 cm | 95 kg  |  |
| 23 | Stati Uniti (bandiera)                       | AP    | David Lighty       | 1988 | 198 cm | 99 kg  |  |
| 24 | Senegal (bandiera) · Francia (bandiera)      | AG    | Mbaye Ndiaye       | 1999 | 203 cm | 92 kg  |  |
| 28 | Stati Uniti (bandiera)                       | C     | Tarik Black        | 1991 | 206 cm | 118 kg |  |
| 50 | Ghana (bandiera)                             | AC    | Ben Bentil         | 1995 | 206 cm | 107 kg |  |

| Allenatore                                                                                    |
| - Pierric Poupet                                                                              |
| Assistente/i                                                                                  |
| - Edoardo Casalone - Joseph Gomis Legenda - (C) Capitano - (IN) Inattivo - Infortunato Roster |

## Allenatori
- 1948-1958  Georges Darcy
- 1958-1986  André Buffière
- 1986-1991  Alain Gilles
- 1991-1992  Jean-Paul Rebatet
- 1992-2001  Gregor Beugnot
- 2001-2002  Bogdan Tanjević
- 2002-2004  Philippe Hervé poi  Olivier Veyrat
- 2004-2005  Erman Kunter
- 2005-2006  Claude Bergeaud
- 2006-2008  Yves Baratet
- 2008-2010  Vincent Collet
- 2010-2011  Nordine Ghrib
- 2011-2014  Pierre Vincent
- 2014-2018  J.D. Jackson
- 2018  T.J. Parker
- 2018-2020  Zvezdan Mitrović
- 2020-2023  T.J. Parker
- 2023-2024  Gianmarco Pozzecco
- 2024-  Pierric Poupet

## Palmarès
- Campionato francese: 21

1948-1949, 1949-1950, 1951-1952, 1954-1955, 1955-1956, 1956-1957, 1963-1964, 1965-1966, 1967-1968, 1968-1969, 1970-1971, 1971-1972, 1974-1975, 1976-1977, 1980-1981, 2001-2002, 2008-2009, 2015-2016, 2018-2019, 2020-2021, 2021-2022
- Coppa di Francia: 10

1953, 1957, 1965, 1967, 1996, 1997, 2001, 2007-2008, 2018-2019, 2020-2021
- Match des Champions: 2

2009, 2016
- Coppa della Federazione: 1

1984
- Semaine des As - Leaders Cup: 2

2010, 2023

## Finali disputate
- Campionato francese Pro A

1996, 1997, 1999, 2000, 2001, 2003
- Match des Champions

2006
- Coppa delle Coppe

1983 vs. Victoria Libertas Pesaro